# Malìa (opera)
Nel maggio mi sbocciò rosso avvampante;

Quel fiore siete voi, donna gentile,

Fioriste nel mio cor, donna galante.»
(Malìa - Cola - atto I scena V)
Malìa, opera in 3 atti del 1893 di Luigi Capuana musicata da Francesco Paolo Frontini. La prima dell'opera si tenne al Teatro Brunetti di Bologna.

## Storia
Caso più unico che raro, lo stesso anno del libretto (1891), nacque la commedia omonima in italiano, e poi, nel 1902, quella in lingua siciliana malgrado il parere contrario di Verga, che non credeva in una Malìa in siciliano, e che fu portata alle stelle da Giovanni Grasso e Mimì Aguglia.
Nel 1893 la musicò Francesco Paolo Frontini che, prima di accingersi alla stesura dell'opera, fece leggere il libretto a Mario Rapisardi e a Verga. Rapisardi lo trovò «bellissimo». Verga ne fu «entusiasta». Il successo dell'opera si rinnovò a Bologna, Milano, Torino e al Teatro Nazionale di Catania. «A leggere l'opera anche oggi» - scriveva il maestro Pastura alla morte del Frontini - «un brivido di commozione ci avvince. Il dramma del Capuana trovò in Frontini un commentatore raffinato e preciso, un musicista che facendo musica seppe fare anche della psicologia. Jana, Nedda, Cola e Nino sono tratteggiati con profondo intuito e con una indagine psicologica che mette a nudo le loro anime inquiete, che precisa i caratteri, che ne riassume la tragedia». Sempre a proposito di Malìa, l'accento è stato posto ancora sull'isterismo della protagonista Jana, nata agli albori degli studi freudiani. 

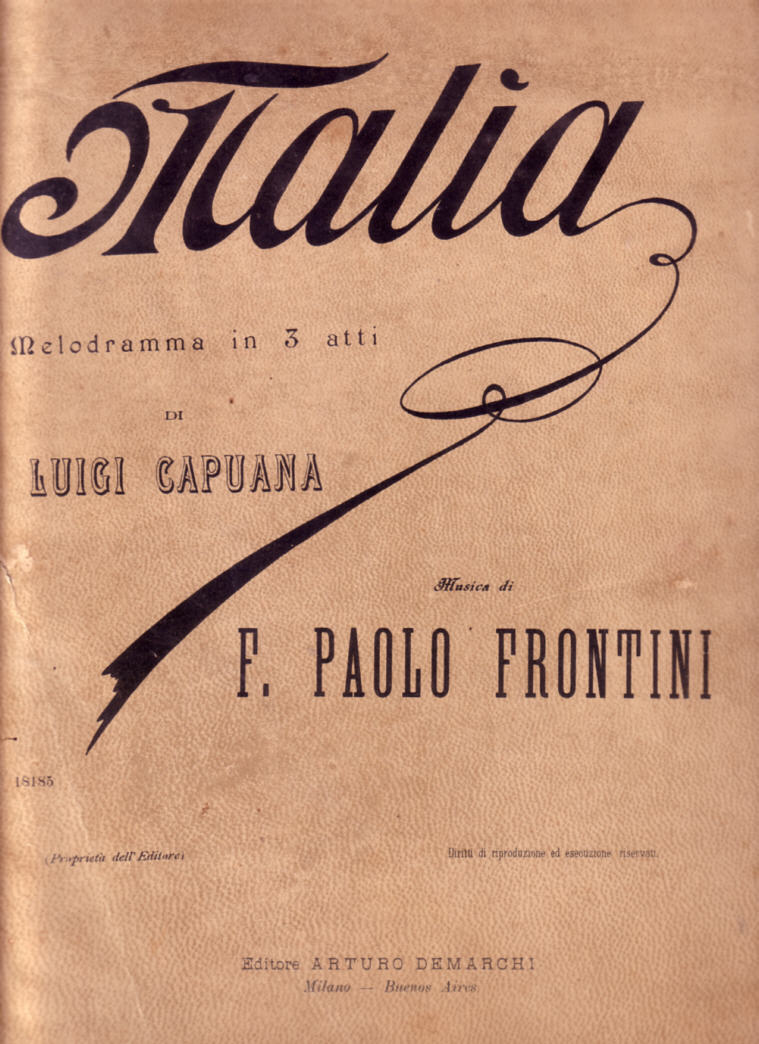
Malìa - Collezione Francesco Paolo Frontini.

## Adattamenti cinematografici
Si ricorda poi Malìa del 1946, diretto e sceneggiato da Giuseppe Amato con Anna Proclemer nel ruolo di Jana, María Denis in quello di Nedda e Roldano Lupi in quello di Nino, il fidanzato di Jana (il film è anche stato Nastro d'argento per la musica di Enzo Masetti).